# Lovebites
Lovebites — японський жіночий хеві-метал-гурт, створений у 2016 році колишніми учасницями Destrose Міхо та Харуною. Зараз учасницями гурту є Харуна (ударні), Мідорі (гітара), Міяко (гітара), Асамі (вокал) та Фамі (бас).
Після підписання контракту з Victor Entertainment гурт випустив дебютний мініальбом (The Lovebites EP) і перший повноцінний альбом (Awakening from Abyss) у 2017 році перед своїми першими закордонними концертами наприкінці року. Із ще одним мініальбомом (Battle Against Damnation) і альбомом (Clockwork Immortality), що вийшли 2018 року, Lovebites швидко привернули міжнародну увагу й здобули тогорічну нагороду Metal Hammer Golden Gods як найкращий новий гурт. 2020 року вони випустили свій третій альбом (Electric Pentagram), який досяг 9 місця в чарті Oricon, ставши найуспішнішим на сьогодні. Після випуску в березні 2021 року мініальбому Glory, Glory, to the World басистка Міхо покинула гурт у серпні, і Lovebites взяли тимчасову паузу.

## Історія

### Створення гурту та перший альбом (2016—2017)
Гурт був створений у Токіо в 2016 році басисткою Міхо та барабанщицею Харуною, колишніми учасницями гурту Destrose, іншого жіночого метал-гурту, який розпався в 2015 році. Після приєднання гітаристки Мідорі та запрошеної гітаристки й клавішниці Міяко (тоді відомої як Мі-Я) вони вчотирьох обрали вокалістку Асамі за її демо-записом. До Lovebites Мідорі була учасницею гурту Gekijo Metalicche, Міяко — A Drop of Joker and 21g, а Асамі — бек-вокалісткою Vamps і Uverworld.
На одній з репетицій музикантки виконали композицію Love Bites (So Do I) американського гурту Halestorm. Пісня добре підійшла до вокалу Асамі та справила враження на всіх учасниць, тому вони й обрали саме назву «Lovebites» для новоствореного гурту.
Перший виступ Lovebites, у якому взяла участь і третя гітаристка — Сена, відбувся 18 листопада 2016 року в Tsutaya O-West в рамках події Girls Band Next Generation.
Lovebites випустили свій дебютний міні-альбом The Lovebites EP у травні 2017 року на Victor Entertainment. Міхо пояснила, що запис був зроблений для того, щоб із гуртом підписали контракт, це було скоріше демо, але лейблу воно так сподобалося, що вони зробили йому належний мастеринг і випустили як дебютний EP. Його зведенням займався Мікко Карміла, а мастерингом — Міка Юссіла, який працював із такими гуртами, як Nightwish, Children of Bodom і Stratovarius на Finnvox Studios у Гельсінкі. EP вийшов у Великій Британії 25 серпня на JPU Records і в Північній Америці на Sliptrick Records 31 серпня.
Запрошена гітаристка й клавішниця Міяко стала повноправною учасницею гурту в серпні 2017 року. Перший повноформатний альбом Awakening from Abyss вийшов в Японії та Північній Америці 25 жовтня, а у Великій Британії — через два дні. Він знову був зведений і мастерингований Кармілою та Юссілою й включав перезаписи чотирьох треків з дебютного EP. Альбом був підтриманий туром Awakening from Abyss Tour 2017, який тривав із 17 листопада по 7 грудня. У проміжках між виступами в Японії гурт відіграв свої перші концерти за її межами: два вечори на Hyper Japan Christmas і один концерт у Camden Underworld, обидва в Лондоні наприкінці листопада 2017 року.

### Міжнародне визнання та ухід Міхо (2018—2021)

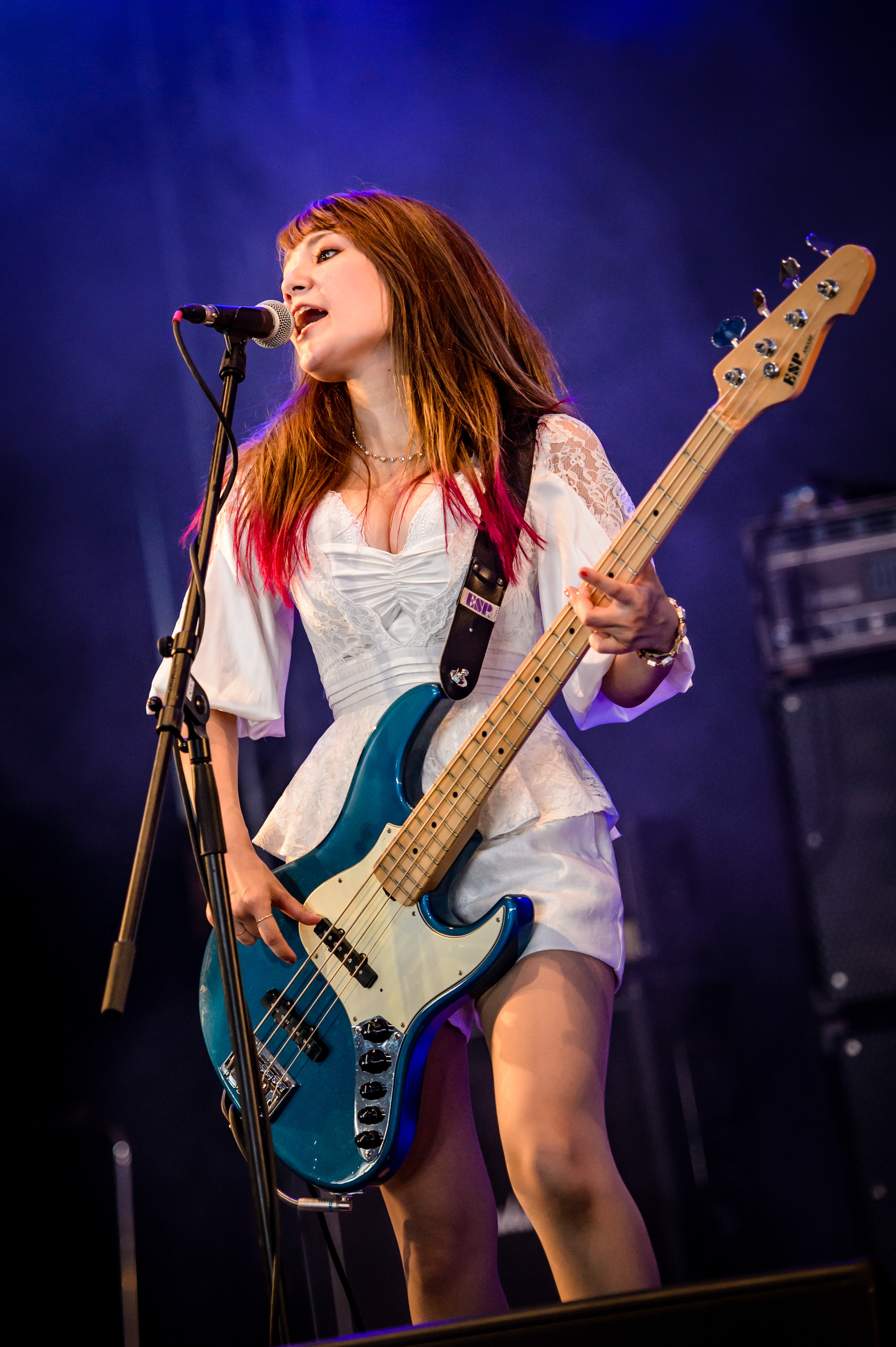
Міхо на Wacken Open Air 2018

23 лютого 2018 року Lovebites відіграли концерт Re-Awakening from Abyss на Duo Music Exchange. Потім вони виступили на японській частині Warped Tour 1 квітня й 6 червня випустили свій другий мініальбом Battle Against Damnation. Кілька днів потому вони отримали відзнаку Metal Hammer Golden Gods Award 2018 як найкращий новий гурт. Вони виступили на Wacken Open Air 4 серпня, ставши першою японською повністю жіночою металевою групою, яка з'явилася на німецькому фестивалі. Також дівчата виступали на головній сцені Bloodstock Open Air 10 серпня 2018 року. У листопаді Lovebites провели свій перший європейський тур, у рамках якого вони виступили в Нідерландах, Німеччині, Франції та Великій Британії. 5 грудня в Японії гурт випустив свій другий альбом Clockwork Immortality. Обмежене видання альбому включає DVD або Blu-ray концертного відео Battle in the East, яке було записане 28 червня 2018 року в Tsutaya O-East. Альбом вийшов у Європі, Австралії та Новій Зеландії через два дні лейблом Arising Empire, а у Великій Британії лейблом JPU Records 18 січня 2019 року.
23 та 24 березня 2019 року Lovebites виступили на розігріві в Arch Enemy на двох концертах у Шанхаї та Пекіні. У червні вони відіграли на фестивалі Download у Донінгтоні й Мадриді, а також на Graspop Metal Meeting у Десселі. Організатори та Metal Hammer назвали їхній виступ у Донінгтоні одним із найяскравіших виступів на фестивалі, зокрема, коли Асамі приєдналася до Halestorm на сцені, щоб заспівати пісню Love Bites (So Do I), яку вона також виконала раніше на Download Festival Japan 21 березня.
10 липня Lovebites випустили своє перше окреме концертне відео та концертний альбом Daughters of the Dawn — Live in Tokyo, записаний 27 січня 2019 року на Mynavi Blitz Akasaka. Із 12 липня та 9 серпня відбувся тур Daughters of the Dawn. Lovebites виступали на розігріві в турі DragonForce по Великій Британії протягом першої половини листопада й відкрили виступ Halestorm у Токіо 2 грудня. Третій студійний альбом гурту, Electric Pentagram, вийшов 29 січня 2020 року. Він мав бути підтриманий туром Японією із семи виступів із 14 лютого по 12 квітня, але останні три концерти були відкладені до червня через пандемію COVID-19 у Японії. 22 липня Lovebites випустили своє друге окреме концертне відео та концертний альбом Five of a Kind — Live in Tokyo 2020, записаний 21 лютого 2020 року в Zepp DiverCity. Щоб відсвяткувати третю річницю Awakening from Abyss, група провела живу студійну трансляцію під назвою Awake Again, де 25 жовтня вони відтворили альбом повністю.
Lovebites написали пісню Winds of Transylvania, яка буде використана як вступна тема аніме-серіалу Vlad Love, і були названі йог офіційним амбасадором. Режисер серіалу, Мамору Ошіі, прокоментував це: «Я одразу помітив паралелі між п'ятьма учасниками та головним героєм Vlad Love. Вони схожі на єретика хеві-металу, виконуючи важку музику, одягнені в яскраве біле вбрання, вони є ідеальним вибором виконавця головної теми до аніме, не зв'язаної загальноприйнятими умовами чи здоровим глуздом. І, перш за все, їхня назва не може бути більш відповідною!» Учасники гурту з'являються у вступних титрах аніме, у якому також фігурують вигадані персонажі Vlad Love. 9 січня 2021 року в магазинах Ichigo Animation CulZone з'явився в продажу компакт-диск, що містить Winds of Transylvania та три інші теми з аніме.
10 березня 2021 року Lovebites випустили свій третій міні-альбом Glory, Glory, to the World, який вони записали під час пандемії COVID-19. Національний тур Ride for Vengeance Tour у підтримку альбому спочатку мав відбутися з 24 січня по 5 березня, але був перенесений на період із 12 березня по 6 квітня після того, як японський уряд оголосив другий надзвичайний стан через поширення пандемії. Виступ 26 березня в Tokyo Dome City Hall був знятий і записаний для випуску концертного відео й концертного альбому Heavy Metal Never Dies — Live in Tokyo 2021.
17 серпня 2021 року басистка Міхо оголосила, що покидає гурт. Інші учасниці та співробітники провели «безліч перемовин, щоб знайти спосіб умовити її залишитися», але зрештою вирішили поважати її рішення. У результаті Lovebites тимчасово призупинили діяльність, але запевнили фанатів, що повернуться. У період з 10 по 26 вересня гурт провів голосування через соціальні мережі, щоб допомогти визначити трек-лист свого першого альбому «best of». In the Beginning — The Best of 2017—2021 вийшов 22 грудня 2021 року. Дводискова компіляція містить ремастеризовані версії 21 пісні, додатковий диск із усіма музичними відео на них та новий трек Nameless Warrior, який була останньою піснею, записаною перед тим, як Міхо покинула гурт.

### Приєднання Фамі
Із 2 квітня по 24 травня 2022 року Lovebites провели прослуховування кандидаток на місце нової басистки гурту. Кандидатки мали створити власну басову партію до композиції, створеної гуртом для цієї нагоди, й подати відео, на якому вони її виконують. 21 жовтня Lovebites оголосили 20-річну Фамі своєю новою басисткою у відео-виступі повного складу гурту на YouTube. Активна зі школи музикантка, Фамі випустила власний сольний альбом і має майже 650 000 підписників на власному каналі YouTube. Lovebites випустять свій четвертий студійний альбом Judgment Day 22 лютого 2023 року. Обмежене видання альбому включатиме кадри процесу прослуховування басистки, включно з трьома піснями, які Фамі зіграла з групою під час фінального відбору. Їхні перші концерти в новому складі відбудуться в Ex Theatre Roppongi 11 і 12 березня, а тур для альбому триватиме з 26 серпня по 24 вересня.

## Музика та впливи
Незважаючи на токійське походження музики Lovebites, на неї вплинула нова хвиля британського важкого металу, через що їхню музику порівнюють із Iron Maiden і Rage. Міхо казала, що завжди хотіла грати поєднання павер-металу і «трохи старої школи [хеві-металу]». Вона також зазначила, що їхнє рішення носити повністю білий одяг, на відміну від стереотипного чорного, було прийняте, щоб контрастувати з їх олдскульним звучанням і виділятися. Їхні тексти написані англійською, хоча музикантки не володіють вільно цією мовою. Винятком є пісня Харуни «Bravehearted» на їхньому дебютному міні-альбомі, яка була написана японською мовою і призначена для Destrose.
Гурт часто співпрацює з колишньою клавішницею Light Bringer Мао над створенням та аранжуванням пісень. Усі їхні релізи зводили та мастерингували фінські аудіоінженери Мікко Карміла та Міка Юссіла, а всі ілюстрації до обкладинок альбомів, починаючи з Awakening from Abyss, створювали іспанські художники Девід Лопес Гомес та Карлос Вінсенте Леон. На обкладинках усіх альбомів зображено вовка, який символізує те, що Lovebites, граючи в немейнстрімовому жанрі важкого металу, є «самотнім вовком» на музичній сцені. Вовк є талісманом групи, як Едді для Iron Maiden або Вік Раттлхед для Megadeth.
Міхо дуже захоплювалася хард-роком і хеві-металом із молодших класів, а в середній школі почала грати на бас-гітарі. Її улюблені гурти — Iron Maiden, Pantera, Mötley Crüe і Anthrax. Вона назвала свою гру більше видовищною, ніж технічною, а серед впливів відзначила стилі гри Стіва Гарріса та Ніккі Сікса.
Харуна грає на барабанах із тринадцяти років, а в чотирнадцять почала писати пісні на клавішних. Із початкової школи до середньої її улюбленим гуртом був B'z, але вона зацікавилася хеві-металом після того, як почула альбом Helloween Master of the Rings. Як наслідок вона заявила, що її стиль гри на барабанах — стиль Улі Куша.
Мідорі почала вчитися гри на фортепіано приблизно в два роки та на електрооргані у вісім, а вже в університеті, в 20 років почала займатися грою на гітарі. Вона є випускницею Інституту музикантів Японії (Musicians Institute Japan) в Осаці, і називає гру Кіко Лурейро, Нуно Беттанкура та Інгві Мальмстіна найбільшим впливом на свій стиль гри. Загалом, Мідорі зазначала, що вона грає в групі «кричущі й агресивні» гітарні соло, а Міяко — «повільніші, мелодійніші».
Міяко грає на фортепіано з трьох років і на гітарі зі школи. Виросла, слухаючи класичні рок-гурти, такі як Deep Purple і Rainbow разом зі своєю матір'ю, і, зрештою, зазнала сильного впливу Річі Блекмора. Але також на неї вплинули й гітаристи сучасності, такі як Тімоті Генсон і Скотт Лепаж з Polyphia. А Етторе Ріготті з Disarmonia Mundi надихнув Міяко на створення та аранжування пісень.
Асамі полюбляє R&B і соул-музику та таких виконавців, як Аліша Кіз та Арета Франклін. Із дворічного віку, вона близько 16 років займалася класичним балетом, перш ніж після закінчення середньої школи переїхала до Америки, де почала займатися джазом і хіп-хопом.

## Склад

### Поточні учасниці
- Харуна (Haruna) — ударні (2016–дотепер)
- Мідорі (Midori) — гітара, бек-вокал (2016–дотепер)
- Міяко (Miyako) — гітара, клавішні, бек-вокал (2016—2017 як запрошена учасниця; 2017–дотепер)
- Асамі (Asami) — вокал (2016–дотепер)
- Фамі (Fami) — бас-гітара (2022–дотепер)

### Колишні учасниці
- Міхо (Miho) — бас-гітара, бек-вокал (2016—2021)

## Дискографія

### Студійні альбоми
- Awakening from Abyss (2017)
- Clockwork Immortality (2018)
- Electric Pentagram (2020)
- Judgement Day (2023)

### Мініальбоми (ЕР)
- The Lovebites EP (2017)
- Battle Against Damnation (2018)
- Glory, Glory, to the World (2021)

### Концертні альбоми
- Daughters of the Dawn – Live in Tokyo (2019)
- Five of a Kind – Live in Tokyo 2020 (2020)
- Heavy Metal Never Dies – Live in Tokyo 2021 (2021)

### Збірки
- In the Beginning – The Best of 2017–2021 (2021)

### Відеоальбоми
- Daughters of the Dawn – Live in Tokyo (2019)
- Five of a Kind – Live in Tokyo 2020 (2020)
- Awake Again – Live from Abyss (2020)
- Heavy Metal Never Dies – Live in Tokyo 2021 (2021)

### Сингли
- Golden Destination (2020)

## Галерея

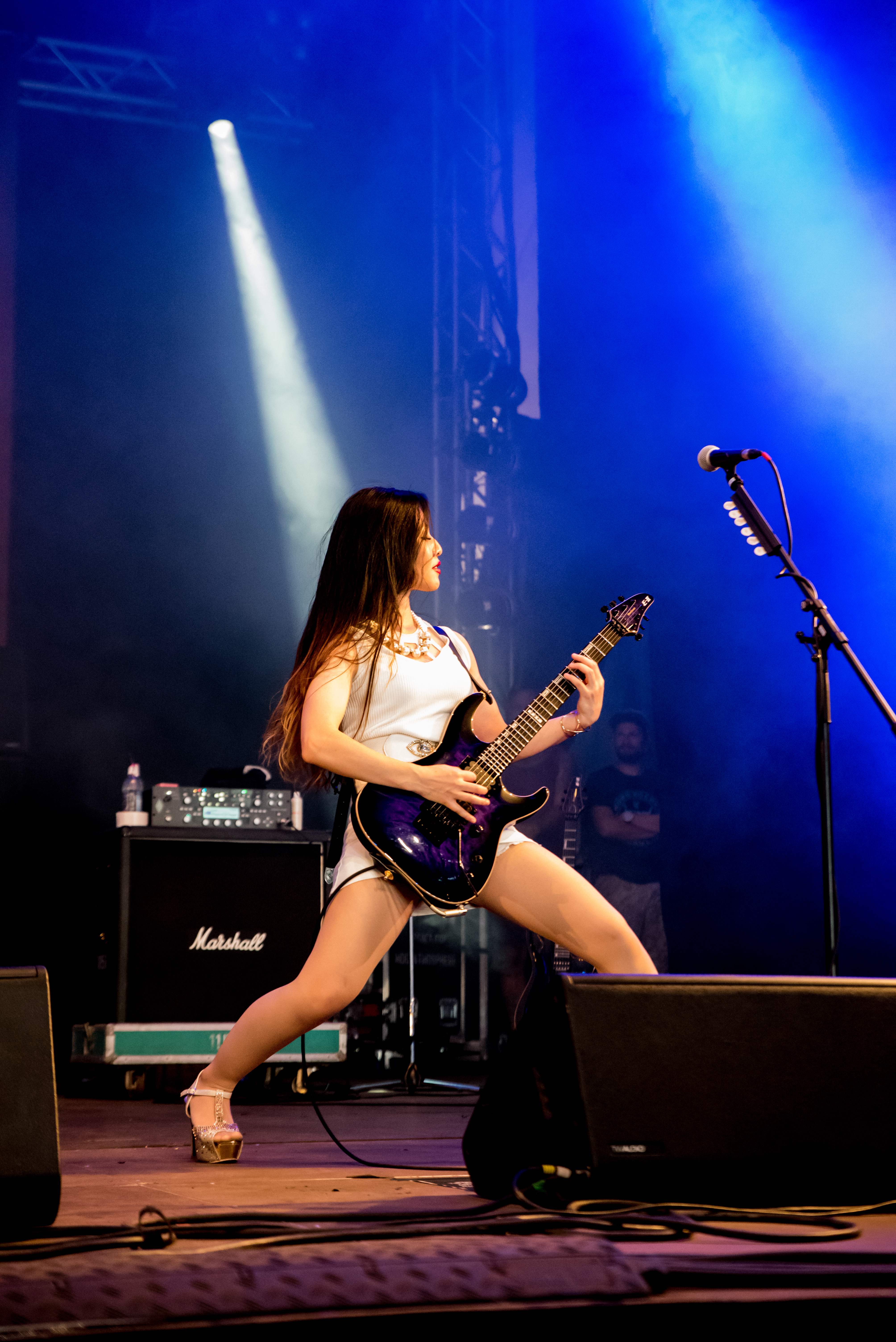
Мідорі, Wacken Open Air 2018